# Kanstancin Zacharau
Kanstancin Michajławicz Zacharau (błr. Канстанцін Міхайлавіч Захараў, ros. Константин Михайлович Захаров – Konstantin Michajłowicz Zacharow; ur. 2 maja 1985 w Mińsku) – białoruski hokeista, reprezentant Białorusi, olimpijczyk.
Syn Michaiła (ur. 1962), hokeisty i trenera.

## Kariera
- Junost' Mińsk (2000-2002)
- Krylja Sowietow 2 (2001)
- HK Homel (2002-2003)
- Junost' Mińsk (2002-2003)
- Moncton Wildcats (2003-2004)
- Worcester IceCats (2004-2005)
- Alaska Aces (2005-2006)
- Peoria Rivermen (2006-2007)
- Junost' Mińsk (2005-2013)
  -  Junost' Mińsk (2013)
- Dynama Mińsk (2009, 2013-2015)
  -  HK Szachcior Soligorsk (2014-2015)
- Jertys Pawłodar (2015-2016)
- Junost' Mińsk (2016-2018)

Wychowanek Junosti Mińsk. Występował w białoruskiej ekstralidze. W 2003 został wybrany w drafcie do kanadyjskich rozgrywek juniorskich CHL przez klub Moncton Wildcats, a także w drafcie NHL z 2003 przez amerykański klub St. Louis Blues. W sezonie 2003/2004 grał w kanadyjskiej lidze QMJHL, w od 2004 do 2007 w ligach amerykańskich AHL i ECHL oraz równolegle w białoruskiej ekstralidze w barwach macierzystej Junosti, w której pozostał w kolejnych latach. W styczniu 2010 po raz pierwszy został zawodnikiem Dynama Mińsk w lidze KHL, a po raz kolejny w połowie 2013 i w 2014. W 2015 zawodnik Jertysu Pawłodar. Następnie powrócił do Junostii.
Występował w kadrach juniorskich kraju na turniejach mistrzostw świata do lat 18 w 2000 (Elita), 2001 (Dywizja I), 2002, 2003 (Elita), do lat 20 w 2001, 2002, 2004, 2005 (Elita). W kadrze seniorskiej uczestniczył w turnieju zimowych igrzysk olimpijskich 2010.

## Sukcesy

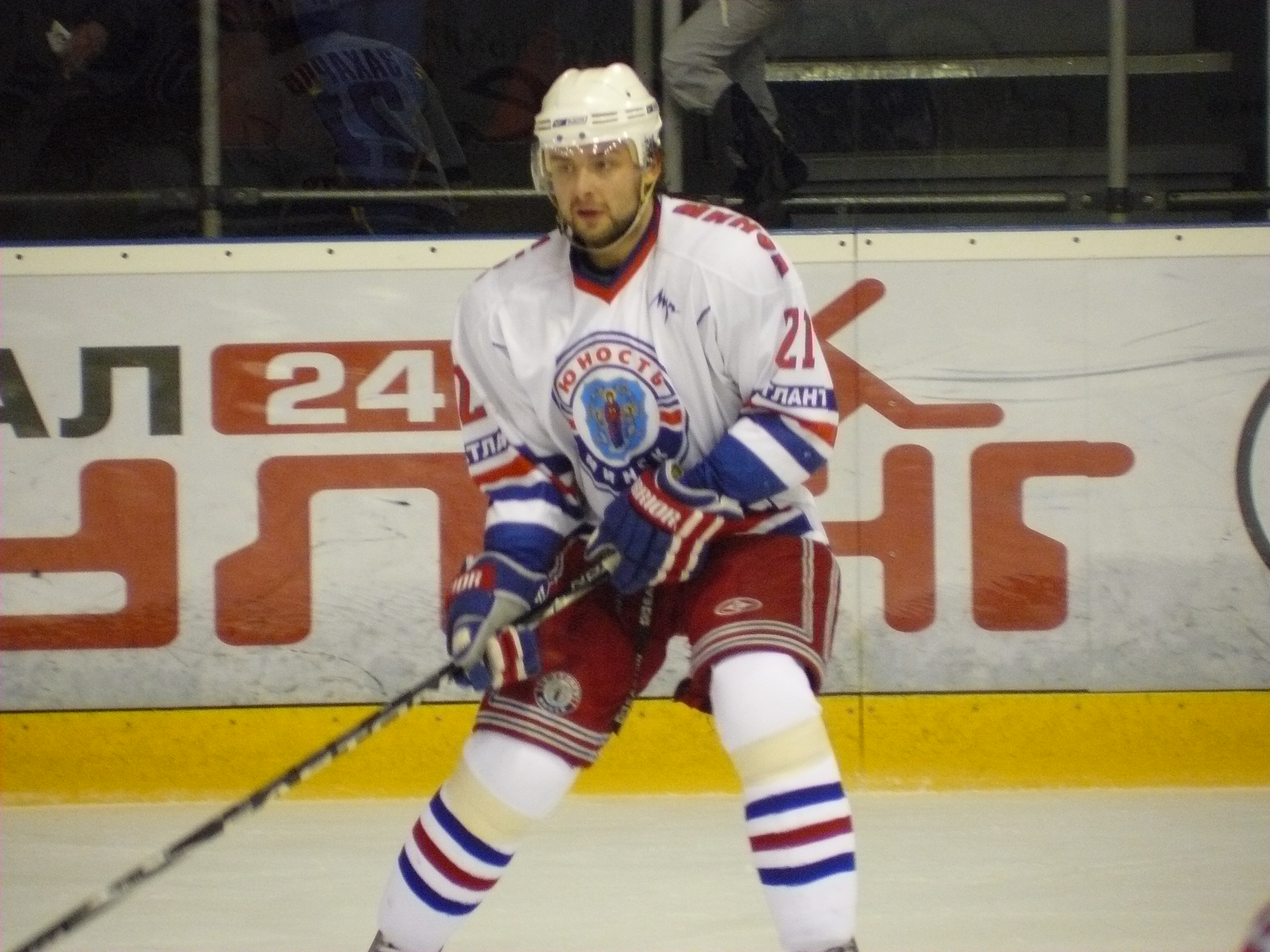
Kanstancin Zacharau w barwach Junosti Mińsk (2010)

Reprezentacyjne
- Awans do Elity MŚ do lat 18: 2001

Klubowe
- Złoty medal mistrzostw Białorusi: 2003 z HK Homel, 2006, 2009, 2010, 2011, 2016 z Junostią Mińsk
- Finał QMJHL o Coupe du Président: 2004 z Moncton Wildcats
- Srebrny medal mistrzostw Białorusi: 2008, 2017, 2018 z Junostią Mińsk
- Brązowy medal mistrzostw Białorusi: 2007 z Junostią Mińsk
- Puchar Białorusi: 2009, 2010 z Junostią Mińsk
- Puchar Kontynentalny: 2007, 2011, 2018 z Junostią Mińsk
- Drugie miejsce w Pucharze Kontynentalnym: 2010, 2012 z Junostią Mińsk

Indywidualne
- Mistrzostwa świata juniorów do lat 18 w 2001 Dywizji I:
  - Trzecie miejsce w klasyfikacji strzelców turnieju: 6 goli[3]
  - Pierwsze miejsce w klasyfikacji strzelców turnieju: 8 asyst[4]
  - Drugie miejsce w klasyfikacji kanadyjskiej turnieju: 14 punktów[5]
- Mistrzostwa świata juniorów do lat 18 w 2003:
  - Pierwsze miejsce w klasyfikacji strzelców turnieju: 9 goli[6]
  - Pierwsze miejsce w klasyfikacji strzelców turnieju: 11 asyst[7]
  - Pierwsze miejsce w klasyfikacji kanadyjskiej turnieju: 16 punktów[8]
- Mistrzostwa świata juniorów do lat 20 w 2003 Dywizji IB:
  - Pierwsze miejsce w klasyfikacji strzelców turnieju: 9 asyst[9]
  - Drugie miejsce w klasyfikacji kanadyjskiej turnieju: 13 punktów[10]
- Ekstraliga białoruska w hokeju na lodzie (2016/2017):
  - Czwarte miejsce w klasyfikacji strzelców w fazie play-off: 4 gole[11]
  - Szóste miejsce w klasyfikacji kanadyjskiej w fazie play-off: 11 punktów[12]